# Onno Tunç
Onno Tunç (eigentlich: Ohannes Tunçboyacı; armenisch Օհաննես Թունչբոյաջյան) (* 20. Dezember 1948 in Istanbul, Türkei; † 14. Januar 1996 in Armutlu, Provinz Yalova) war ein für die türkische Popmusikszene bedeutender türkischer Musiker, Komponist und Arrangeur armenischer Abstammung. Er ist der ältere Bruder von Arto Tunçboyacıyan.

## Leben
Onno Tunç arbeitete als Bassist und als Songwriter. Von ihm sind mehr als 175 Kompositionen bekannt. Bei internationalen Musikwettbewerben repräsentierte er oftmals die Türkei. Onno Tunç starb am 14. Januar 1996 bei einem Absturz seines Privatflugzeugs auf dem Weg von Bursa nach Istanbul.
Onno Tunç war mit der türkischen Pop-Sängerin Sezen Aksu eng befreundet, sie hatten zusammengearbeitet und komponiert. Onno Tunç hatte bis zu seinem Tod alle Alben von Sezen Aksu arrangiert. Die Künstlerin widmete dem Verunglückten mehrere Lieder.